# Anita Leocádia Prestes
Pour les articles homonymes, voir Prestes.
Anita Leocádia Prestes, née le 27 novembre 1936 à Berlin, est une historienne brésilienne, fille des militants communistes Olga Benário et Luís Carlos Prestes.

## Biographie
La vie d'Anita Leocádia Prestes est considérée comme une continuation de l'histoire de ses parents. Elle est née à la prison féminine de Barnimstrasse (de).
Sa mère, Olga Benario, épouse du dirigeant communiste Luís Carlos Prestes, est livrée aux nazis par la justice brésilienne enceinte de sept mois. Elle embarque en septembre 1936 sur un cargo allemand, accompagnée d’une autre juive allemande, Elise Saborovsky Ewert (pt) (connue comme Sabo), épouse d’un dirigeant de l’Internationale communiste. Le cargo reçoit l’ordre de ne s’arrêter nulle part car des dockers en Espagne et en France s’apprêtent à les libérer. À leur arrivée à Hambourg, en octobre, un avocat français vient les accueillir, mais il en est empêché par un dispositif militaire impressionnant. Elles sont immédiatement transférées à la prison pour femmes de Barnimstrasse, où Olga accouchera en novembre d'une fille, qu'elle prénomme Anita Leocádia en hommage à deux brésiliennes qu'elle admire, Anita Garibaldi et sa belle-mère, Leocádia Prestes.
La mère de Prestes, Leocádia Prestes, qui anime à Paris la campagne internationale pour la libération des prisonniers politiques au Brésil, focalise désormais son action sur Olga et Sabo, mais surtout sur le sort de ce petit nourrisson qui émeut les consciences du monde entier. De nombreuses lettres de protestations et des fonds affluent avec lesquels elle envoie de la nourriture à Olga. Si la Gestapo en vole une partie, Olga parvient malgré tout à avoir du lait pour nourrir son bébé. Lorsqu’Anita atteint l’âge de 14 mois, à la fin de la période d’allaitement, la Gestapo considère préférable de la confier à sa grand-mère le 24 janvier 1938. Elles voyagent en train vers leur résidence à Paris. 
Mais en octobre, craignant la guerre qui s’annonce, elles partent en bateau vers le Mexique qui offre alors l’asile à ceux qui le demandent. Cependant, sa grand-mère décède lorsqu’elle a six ans. Elle est donc confiée à sa tante Lygia, avec laquelle elle se déplace dans le cadre de la campagne pour la libération de son père jusqu’à sa sortie de prison en 1945. Le 28 octobre de cette année, elle rencontre pour la première fois son père à Rio. Alors que le Parti jouit d’une éphémère période de légalité, ses militants remplissent l’aéroport Santos Dumont, envahissent les pistes afin d’embrasser et de porter cette petite fille d’à peine neuf ans .

## Formation
Au Brésil, Anita Prestes se forma, en 1964, en chimie industrielle l'École Nationale de Chimie de l'ancienne Université du Brésil, actuelle Université fédérale de Rio de Janeiro (UFRJ). En 1966, en pleine dictature, elle obtint le titre de maître en chimie organique.
Au début de la décennie de 1970, Anita s'exila en Union des républiques socialistes soviétiques. En août 1972, elle fut accusée à cause de son activité politique. Jugée par contumace en juin 1973, elle fut condamnée à quatre ans et six mois de prison par le Conseil Permanent de Justice pour l'Armée.
En décembre 1975, Anita Leocádia Prestes reçut le titre de docteur en Économie et en Philosophie à l'Institut de Sciences Sociales de Moscou. Quatre ans plus tard, en septembre 1979, la justice annula la sentence qui avait condamné Anita à la prison sur la base de la première loi d'amnistie au Brésil.
Docteur en Histoire à l'Université Fédérale Fluminense, titre qu'elle reçut en janvier 1990, Anita Prestes est nommée professeur d'Histoire du Brésil à UFRJ, à la suite d'un concours public en 1992.